# 錫米蒂
錫米蒂（西班牙語：Simití）是哥倫比亞的城鎮，位於該國北部，由玻利瓦省負責管轄，距離首府卡塔赫納584公里，始建於1537年，面積1,345平方公里，海拔高度33米，2005年人口18,139。
7°58′N 73°57′W / 7.967°N 73.950°W